# Palpostoma laticorne
Palpostoma laticorne là một loài ruồi trong họ Tachinidae.